# Archichlora majuscula
Archichlora majuscula là một loài bướm đêm trong họ Geometridae.